# Manuel Krauthausen
Manuel Johannes Krauthausen (* 12. Mai 1992 in Stolberg (Rheinland)) ist ein deutscher Politiker (AfD). Er zog über Listenplatz 24 der AfD Nordrhein-Westfalen in den 21. Deutschen Bundestag ein. Er ist von Beruf Schornsteinfeger und Gebäude-Energieberater (HWK).
Krauthausen wurde 2014 aus dem Dienst als Kommissaranwärter entlassen. Er war Mitglied in einer rassistischen WhatsApp-Chatgruppe und hatte dort selbst entsprechende Inhalte geteilt. Die Entlassung wurde vom Verwaltungsgericht Aachen bestätigt.